# Elsa Kremser

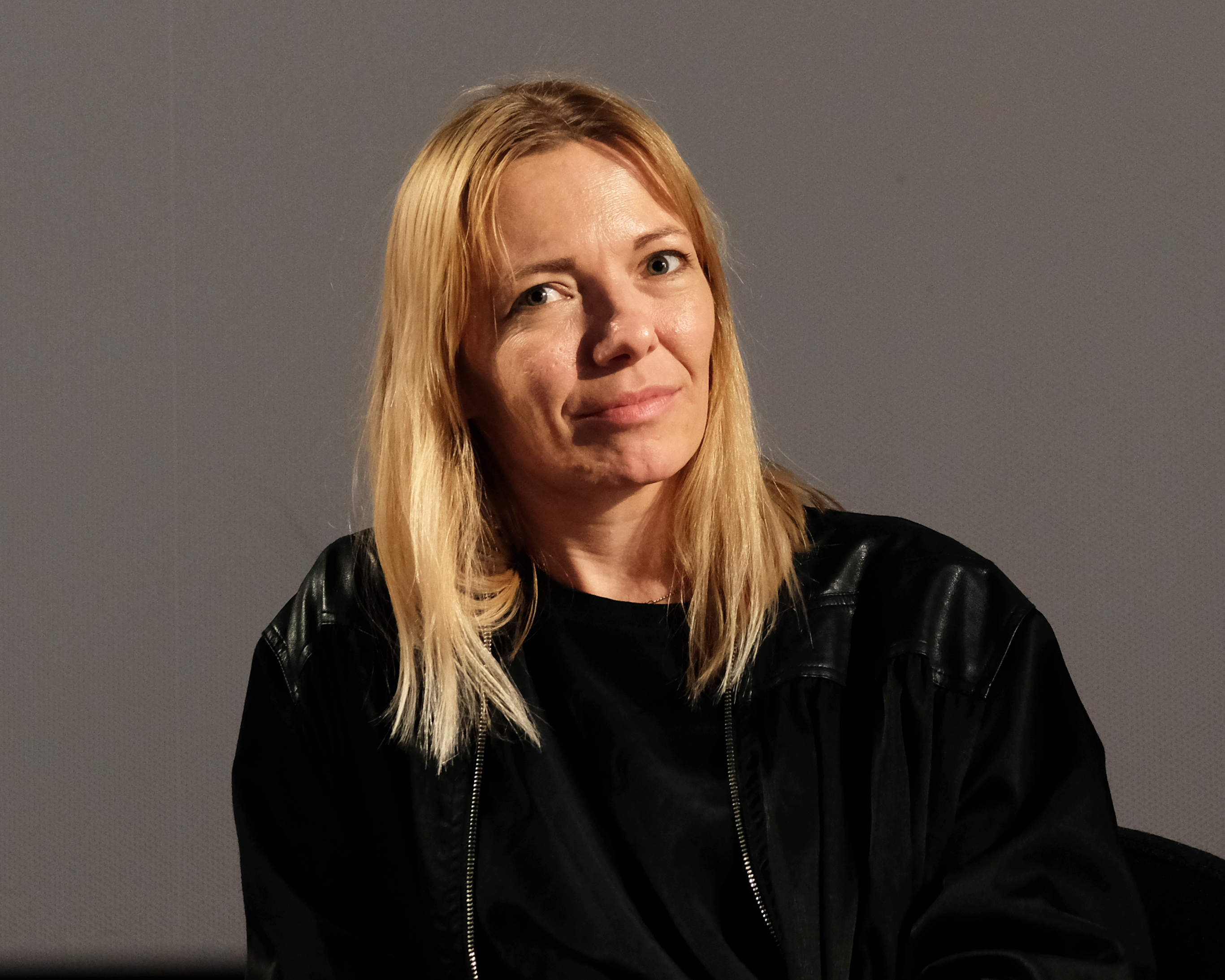
Elsa Kremser (2025)

Elsa Kremser (* 1985 Wolfsberg in Kärnten) ist eine österreichische Filmregisseurin, Drehbuchautorin und Filmproduzentin.

## Leben
Elsa Kremser studierte Theater-, Film- und Medienwissenschaft an der Universität Wien. Während ihres zweiten Studiums an der Filmakademie Baden-Württemberg realisierte sie als Autorin und Produzentin mehrere Dokumentarfilme die weltweit auf Filmfestivals gezeigt wurden. Ihr Diplomfilm Nebel erhielt eine lobende Erwähnung der Berlinale Perspektive. Sie war Teil der Jury des Visions du Réel Filmfestivals und absolvierte das Nipkow- und das EuroDoc Programm. 2016 gründete sie mit Levin Peter die „Raumzeitfilm Produktion“ in Wien. Ihr erster Film als Regie-Duo, Space Dogs, wurde 2019 am Locarno Film Festival uraufgeführt und auf über 70 Filmfestivals weltweit gezeigt. Auf der Viennale 2019 wurde der Film mit dem Wiener Filmpreis als bester österreichischer Film ausgezeichnet und erhielt zudem den MehrWERT Filmpreis der Erste Bank. 2021 wurde Space Dogs für den Deutschen Filmpreis in den Kategorien „Bester Dokumentarfilm“ und „Beste Tongestaltung“ nominiert, 2022 für den Österreichischen Filmpreis. Ihr experimenteller Dokumentarfilm "Dreaming Dogs" feierte am Jeonju International Film Festival Premiere und wurde unter anderem für den Österreichischen Filmpreis 2025 nominiert. Erneut als Regie-Duo realisierte sie mit Levin Peter ihren ersten Spielfilm White Snail, der den Berlinale Kompagnon Drehbuchpreis erhielt und im Rahmen des Torino Feature Labs entwickelt wird. 2020 erhielt sie den beim Kärntner Kulturpreis den Förderungspreis für Film.

## Filmografie
als Regisseurin, Autorin & Produzentin:
- 2025: White Snail (Spielfilm)
- 2024: Dreaming Dogs (Experimentalfilm)
- 2019: Space Dogs (Dokumentarfilm)

als Autorin & Produzentin:
- 2014: nebel (Regie: Nicole Vögele – Dokumentarfilm)
- 2012: Ein Versprechen (Regie: Levin Peter – Dokumentarfilm)
- 2012: Kedi (Regie: Stefan Neuberger – Experimentalfilm)
- 2010: Sonor (Regie: Levin Peter – Dokumentarfilm)

## Auszeichnungen
- Berlinale Kompagnon Drehbuchpreis 2017
- Locarno Film Festival – Lobende Erwähnung ISPEC Cultura Jury 2019
- Wiener Filmpreis – Bester österreichischer Film 2019
- Viennale – Erste Bank MehrWERT Filmpreis 2019
- Sevilla Film Festival – Lobende Erwähnung New Waves Non Fiction Jury 2019
- FIDOCS Chile – Special Jury Award 2019[6]
- Subversive Film Festival Zagreb – Wild Dreamer Award 2020[7]
- Is Real Film Festival – Bester Film 2020[8]
- Kulturpreis des Landes Kärnten – Förderungspreis[9] für elektronische Medien, Fotografie & Film 2020
- Bolzano Film Festival – Bester Dokumentarfilm 2021[10]
- Nominiert für den Deutschen Filmpreis in den Kategorien Bester Dokumentarfilm & Beste Tongestaltung 2021
- Nominiert für den Österreichischen Filmpreis in der Kategorie Bester Dokumentarfilm 2022
- Nominiert für den Österreichischen Filmpreis in der Kategorie Bester Dokumentarfilm 2025